# 特朗普币
特朗普币（字母全部大写）是以美国总统唐纳德·特朗普为主题的迷因币，其托管在Solana区块链平台上 。发布者首批创建了10亿枚币：其中8亿枚仍由特朗普旗下的两家公司拥有，2亿枚于2025年1月17日在首次代币发行中公开发行。不到一天后，所有代币的总市值超过270亿美元，特朗普持有的资产价值超过200亿美元。

## 发展经过
|                  | 唐纳德·特朗普 | Twitter的logo，一个风格化的小蓝鸟 |
| @realDonaldTrump |               | Twitter的logo，一个风格化的小蓝鸟 |

我新发布的官方特朗普迷因币就在这里！现在正是庆祝我们胜利的时刻！加入我的特朗普社区。现在就去获取你的特朗普币吧！请到gettrumpmemes.com/ — 祝你开心！
My NEW Official Trump Meme is HERE! It’s time to celebrate everything we stand for: WINNING! Join my very special Trump Community. GET YOUR $TRUMP NOW. Go to gettrumpmemes.com/ — Have Fun!
2025年1月18日
特朗普币于2025年1月17日推出，即特朗普第二次就任美国总统的三天前。由于第一时间没有官宣，人们最初担心这种加密货币是一个骗局，可能与当选总统没有任何关系。几个小时后，特朗普在他的X和Truth Social用户页上亲自宣布了$TRUMP的发行。迷因币网站将其描述为“唯一官方的特朗普迷因币”。该货币的标志是特朗普在2024年7月躲过暗杀后高举拳头的卡通形象。官方发布免责声明称，该货币“无意成为”任何被投资的或证券交易的对象，并且“不具有政治性”，也与“任何政治竞选、政治职位或政府机构无关”。发行条款禁止该货币购买者参加针对该项目的任何集体诉讼，或主张任何索赔。特朗普在ICO当晚声称参加了一场“加密货币的舞会”，并在网络上向公众推广该币。
特朗普币一经推出，其价格在一夜之间飙升超过300%。仅用了两天时间，它在全球加密货币中总市值排名已跃升至第19位，总交易量接近130亿美元，根据1月19日下午发行的2亿个代币中每个代币64美元的价值计算，总值为290亿美元。《纽约时报》报道称，特朗普的关联方控制着另外8亿个代币，据推测这些代币的价值可能超过560亿美元，这可能使特朗普成为世界上最富有的人之一，估计净资产为638亿美元。2025年1月19日，特朗普的妻子梅拉尼娅推出了自己的迷因币梅拉尼娅币（英語：$Melania）。
2025年1月21日，特朗普在其总统就职典礼上没有就加密货币发表任何具体政策声明后，特朗普币的市场价格下跌了26%，梅拉尼娅币也下跌了约一半。
从2025年1月19日到1月21日，特朗普币累计下跌了约50%：
| 日期                  | 特朗普币单价 | 备注               |
| --------------------- | ------------ | ------------------ |
| 2025年1月17日（周五） | 7美元        |                    |
| 2025年1月19日（周日） | 74美元       | 当天达到峰值75美元 |
| 2025年1月21日（周二） | 38美元       | 当天下午           |
| 2025年1月25日（周六） | 29美元       |                    |

人们担心这是一场哄炒币价的骗局，分析师则认为这是一场“灾难”。

## 货币的主要持有人
加密货币的所有权主要集中在特朗普拥有的两家实体企业中：CIC Digital LLC 和 Fight Fight Fight LLC，这两家实体共持有 ICO 后剩余代币的 80%。这些货币将在未来三年内逐步释放。

## 各方反应
一些加密货币高管和投资者表示，特朗普通过出售以投机性质和极端波动性而闻名的迷因币，破坏了他们辛苦建立的行业信誉。他们还指出，特朗普在制定加密货币市场政策的同时，直接从参与市场中获益，这存在明显的利益冲突。一些人指出，这与币圈常见的欺诈骗局相似，即一种加密货币被推出后很快就被抛售，让早期投资者蒙受巨额损失。《华尔街日报》报道称，“在特朗普币上线后不到 48 小时，梅拉尼娅币也被推出了，即使是最狂热的特朗普支持者也陷入了崩溃，其中一位支持者敦促特朗普解雇推荐该加密币的顾问。著名比特币投资者埃里克·沃希斯 (Erik Voorhees) 批评该币“愚蠢又令人尴尬”。。
这一饱受关注的加密货币项目受到了伦理专家和政府监管机构的批评。外国政府如购买该币，则可能使特朗普财富激增，这将可能违反美国宪法的外国薪酬条款。批评人士表示，这可能会让特殊利益集团和外国政府试图以资金增加对美国总统的影响力。
特朗普币的发行受到了伦理专家的谴责，其中包括竞选法律中心主任阿达夫·诺蒂（Adav Noti）和华盛顿公民责任与道德组织副总裁乔丹·利博维茨（Jordan Libowitz）。Coinbase前高管尼克·托马伊诺（Nick Tomaino）将特朗普这次发布迷因币的行为描述为“掠夺性的”。 曾在特朗普第一任政府期间担任白宫通讯主管、现任加密货币投资者的安东尼·斯卡拉穆奇（Anthony Scaramucci）将该货币描述为“伊迪·阿明级别的腐败”，并表示其推出对加密货币行业不利。他补充道：“现在世界上任何人只需点击几下鼠标，就可以将钱汇入美国总统的银行账户。”。调查新闻机构 Documented 的副执行董事布兰登·菲舍尔表示：“这次发布的时间不可能是巧合。它发生在特朗普竞选活动刚刚结束，正式上任并承诺全面遵守联邦道德规范之前。”。

## 引注
1. ↑  Macheel, Tanaya. . CNBC. 2025-01-18  [2025-01-19].
2. ↑  . X (formerly Twitter).   [2025-01-19]. （原始内容存档于2025-01-19）.
3. ↑  . 南华早报. Agence France-Presse. 2025-01-19  [2025-01-18]. （原始内容存档于2025-01-18）.
4. ↑  Snider, Mike. . 今日美国. 2025-01-18  [2025-01-18]. （原始内容存档于2025-01-18）.
5. ↑  Ishmael, Stacy-Marie. . 彭博新闻社. 2025-01-19.
6. 1 2  Faguy, Ana. . BBC News. 2025-01-18  [2025-01-18]. （原始内容存档于2025-01-19）.
7. ↑  Lipton, Eric. . 纽约时报. 2025-01-18  [2025-01-18]. （原始内容存档于2025-01-18）.
8. 1 2  Ge Huang, Vicky; Ostroff, Caitlin. . The Wall Street Journal. 2025-01-21.
9. ↑  Goodman, Jasper. . Politico. 2025-01-18.
10. ↑  Roush, Ty. . Forbes. 2025-01-19  [2025-01-20]. （原始内容存档于2025-01-20）.
11. ↑  Salmon, Felix. . Axios. 2025-01-19  [2025-01-20]. （原始内容存档于2025-01-19） （英语）.
12. 1 2  Lipton, Eric; Yaffe-Bellany, David. . 纽约时报. 2025-01-19  [2025-01-19]. ISSN 0362-4331. （原始内容存档于2025-01-19）.
13. ↑  Browne, Ryan. . CNBC. 2025-01-21  [2025-01-21]. （原始内容存档于2025-01-29） （英语）.
14. ↑  Ray, Siladitya. . Forbes.   [2025-01-22]. （原始内容存档于2025-01-29） （英语）.
15. ↑  . www.cbsnews.com. 2025-01-20  [2025-01-22]. （原始内容存档于2025-01-29） （美国英语）.
16. ↑  .   [2025-01-31]. （原始内容存档于2025-01-24）.
17. ↑  Choma, Russ. . Mother Jones.   [2025-01-22]. （原始内容存档于2025-01-25） （美国英语）.
18. ↑  . CoinMarketCap.   [2025-01-26]. （原始内容存档于2025-01-29） （英语）.
19. ↑  Bratcher, Becca. . Forbes.   [2025-01-22] （英语）.
20. ↑  Standard, The. . The Standard.   [2025-01-22]. （原始内容存档于2025-01-22） （英语）.
21. ↑  . Bloomberg.com. 2025-01-22  [2025-01-22]. （原始内容存档于2025-01-22） （英语）.
22. ↑  Massa, Annie. . Bloomberg. 2025-01-19.
23. ↑  Faguy, Ana. . BBC News.   [2025-01-19] （英国英语）.
24. ↑  Lipton, Eric; Yaffe-Bellany, David. . The New York Times. 2025-01-19  [2025-01-21]. ISSN 0362-4331. （原始内容存档于2025-01-19） （美国英语）.
25. ↑  Mohamed, Theron. . 商业内幕. via AOL.com. 2025-01-20.
26. ↑  Romm, Tony. . The Washington Post. 2025-01-19  [2025-01-19]. ISSN 0190-8286.
27. ↑  Suderman, Alan. . 美联社. 2025-01-19  [2025-01-20]. （原始内容存档于2025-01-20）.
28. 1 2  Lipton, Eric. . 纽约时报. 2025-01-18  [2025-01-18]. （原始内容存档于2025-01-18）.
29. ↑  Goodman, Jasper. . 政客 (媒体). 2025-01-18  [2025-01-18]. （原始内容存档于2025-01-18）.
30. ↑  Goodman, Jasper. . Politico. 2025-01-18  [2025-01-18]. （原始内容存档于2025-01-18）.
31. ↑  Suderman, Alan. . Associated Press. 2025-01-19  [2025-01-20]. （原始内容存档于2025-01-20）.
32. ↑  Legaspi, Althea. . 滚石 (杂志). 2025-01-19  [2025-01-20]. （原始内容存档于2025-01-20）.